# Hilfe, ich habe ein Date!
Hilfe, ich habe ein Date! (Originaltitel: The Third Wheel) ist eine US-amerikanische Filmkomödie aus dem Jahr 2002. Regie führte Jordan Brady, das Drehbuch schrieb Jay Lacopo.

## Handlung
Stanley arbeitet im Büro eines Unternehmens. Er verliebt sich in seine Kollegin Diana Evans, traut sich jedoch über ein Jahr lang nicht, sie anzusprechen. Erst als Diana mit ihrem Freund Schluss macht, verabredet sich Stanley mit ihr. Er plant den Abend mit Diana genau durch, doch leider kommt alles ganz anders. Auf dem Weg zum Theater kommt es zu einem Unfall, in dem der obdachlose Phil verletzt wird. Diana und Stanley bringen Phil ins Krankenhaus und werden ihn von da an den ganzen Abend nicht mehr los. Mehrere Versuche, sich von ihm zu trennen scheitern daran, dass Stanley und Diana immer wieder Mitleid mit dem anscheinend geistig zurückgebliebenen Mann bekommen und sich weiter um ihn kümmern. Am Ende ist es aber Phil, der Stanley dazu verhilft, bei Diana zu landen.
Michael, ein Arbeitskollege und Freund von Stanley, lässt Stanley und Diana den ganzen Abend über beschatten und schließt mit weiteren Kollegen Wetten ab, wie weit Stanley bei dem Date kommen wird.
Am Ende des Films zeigt sich, dass Phil gar nicht verletzt wurde und auch nicht geistig behindert ist. Er täuscht dies lediglich vor und provoziert die Unfälle, damit die Beteiligten sich um ihn kümmern.

## Kritiken
David Nusair schrieb in Reel Film Reviews, der Film sei „ungeheuer schwach“ und „völlig enttäuschend“. Die Darstellungen von Luke Wilson und Denise Richards seien charmant. Einige Substränge der Handlung würden nirgendwohin führen. Der Film sei zwar nicht ganz langweilig, doch er wirke wie eine zweitklassige Sitcom („while it's never boring exactly, The Third Wheel often feels more like a second-rate sitcom than an actual movie“).
Das Lexikon des internationalen Films schrieb, der Film sei eine „gut gelaunte Yuppie-Liebeskomödie, produziert vom Erfolgsduo Damon/Affleck, das auch mehr oder weniger kurze Cameo-Auftritte“ absolviere. Er biete „harmlos-unverbindliche Unterhaltung mit spielfreudigen Jungdarstellern“, weise jedoch „einige Längen und Unwahrscheinlichkeiten“ auf.

## Hintergründe
Der Film wurde in Los Angeles gedreht. Er wurde seit Mai 2002 in Italien in 48 Kinos vorgeführt, in denen er ca. 35 Tsd. Euro einspielte. In Deutschland wurde er im Juni 2002 direkt auf DVD veröffentlicht.